# Ga An Phú
Ga An Phú là một trong những nhà ga tàu điện của Tuyến số 1, nằm tại phường Thảo Điền, thành phố Thủ Đức, Thành phố Hồ Chí Minh.

## Lịch sử
Dự kiến khai trương vào năm 2024.

## Bố trí ga
| L2 Tầng ke ga                   | Ke ga 1                                                | ← L1 Tuyến 1 đi Thảo Điền (Hướng đi Bến Thành)                                      |
| Ke ga đảo, cửa sẽ mở ở bên trái |                                                        |                                                                                     |
| Ke ga 2                         | L1 Tuyến 1 đi Rạch Chiếc (Hướng đi Bến xe Suối Tiên) → |                                                                                     |
| L1 Tầng trung chuyển            | Tầng 1                                                 | Khu bán vé, khu thương mại, khu bộ phận kỹ thuật, khu cổng ra vào và cổng kiểm soát |
| G                               | Mặt đất                                                | Cổng ra vào                                                                         |

## Kết nối

### Xe buýt
Ga An Phú kết nối với các tuyến xe buýt  6, 10, 30, 52, 53, 55, 56, 67, 104, 150, 60-3, 60-7 và 72-1 tại trạm Metro Quận 2 trên đường Võ Nguyên Giáp.

## Vùng xung quanh
- Vincom Mega Mall
- Bệnh viện Quốc tế Mỹ